# Граб (река)
Граб је речица у Триљском крају, која тече кроз истомено насеље Граб.
Речица Граб извире код места Граб. Извор Граба се налази испод велике стрме литице из којег бешумно извире ледена вода. Само неколико метара низводно је водопад. Вода се настављајући низводно мирно прелева из базена у базен.
Неколико стотина метара низводно су 600 година старе Грабске млинице. Низводно од млиница, речица Граб кривуда кроз североисточни део плодног Сињског поља, у којем се на крају свога тока спаја с реком Рудом, која кратко након тога улива у Цетину.